# Igi-ḫalki
Igi-ḫalki ist ein elamitischer König, der in diversen Inschriften als Begründer einer neuen Dynastie erscheint. Er regierte um 1400 v. Chr., doch sind diese Daten bei weitem nicht sicher. Der König ist selbst bisher nur von einer Inschrift bekannt, die in mehrere Kopien vorliegt und sich in Deh-e Now (ca. 20 km östlich von Haft Tepe) fand und in der er berichtet, dass ihm das Königtum von der Göttin Manzat-Ištar verliehen wurde, nachdem er ihr ein Heiligtum renoviert hatte. In der Inschrift werden keine königlichen Eltern des Herrschers genannt, so dass angenommen werden kann, dass er durch einen Staatsstreich zur Macht kam.